# Azadirachta indická

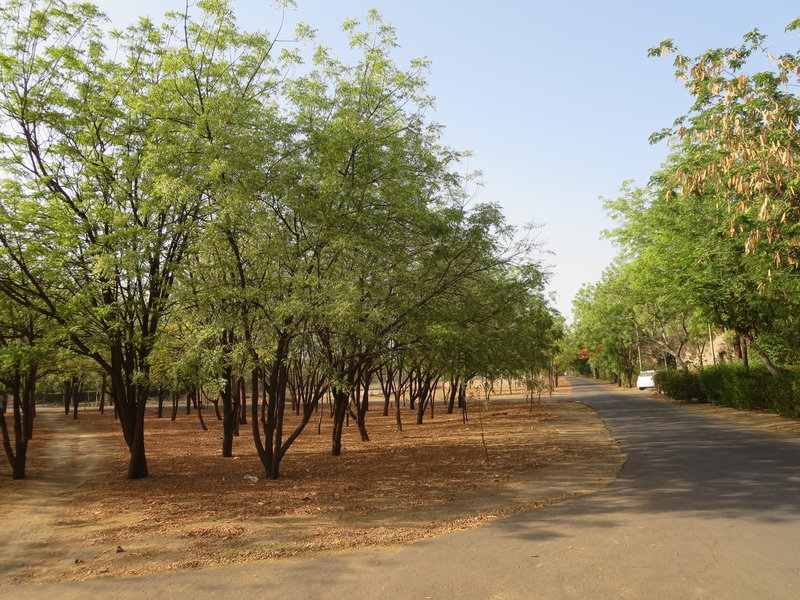
Plantáž s azadirachtou indickou

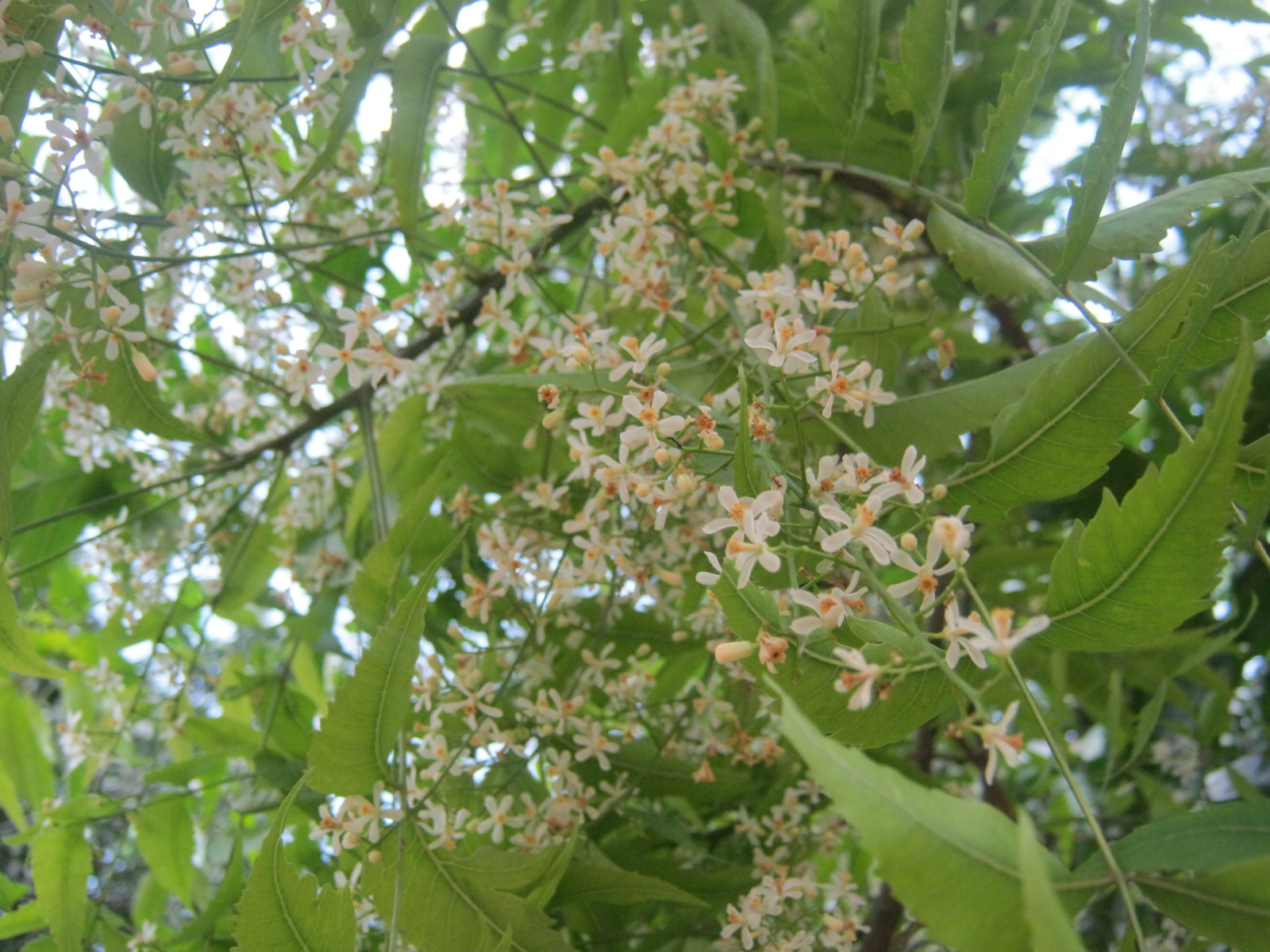
Kvetoucí strom

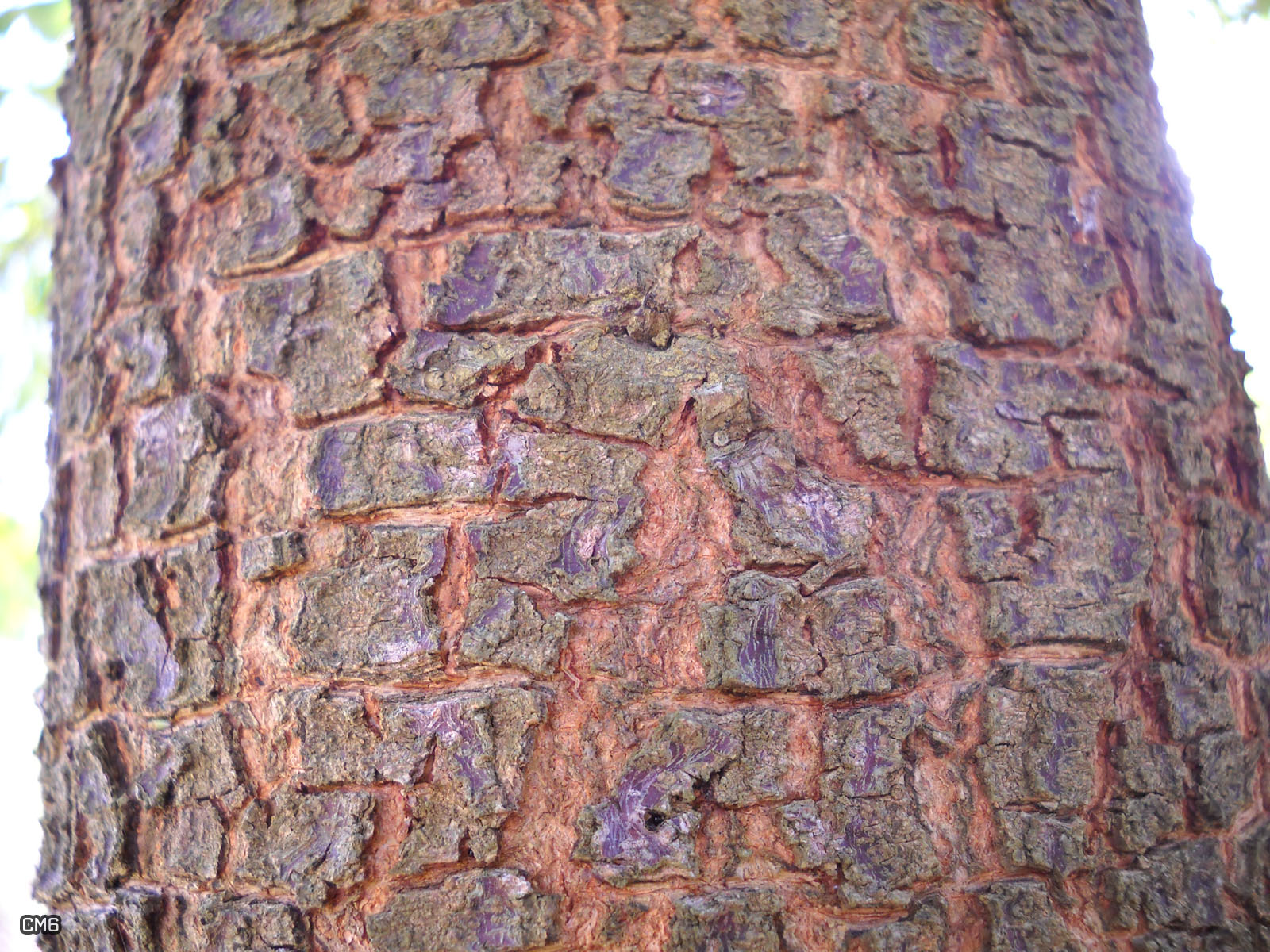
Kůra

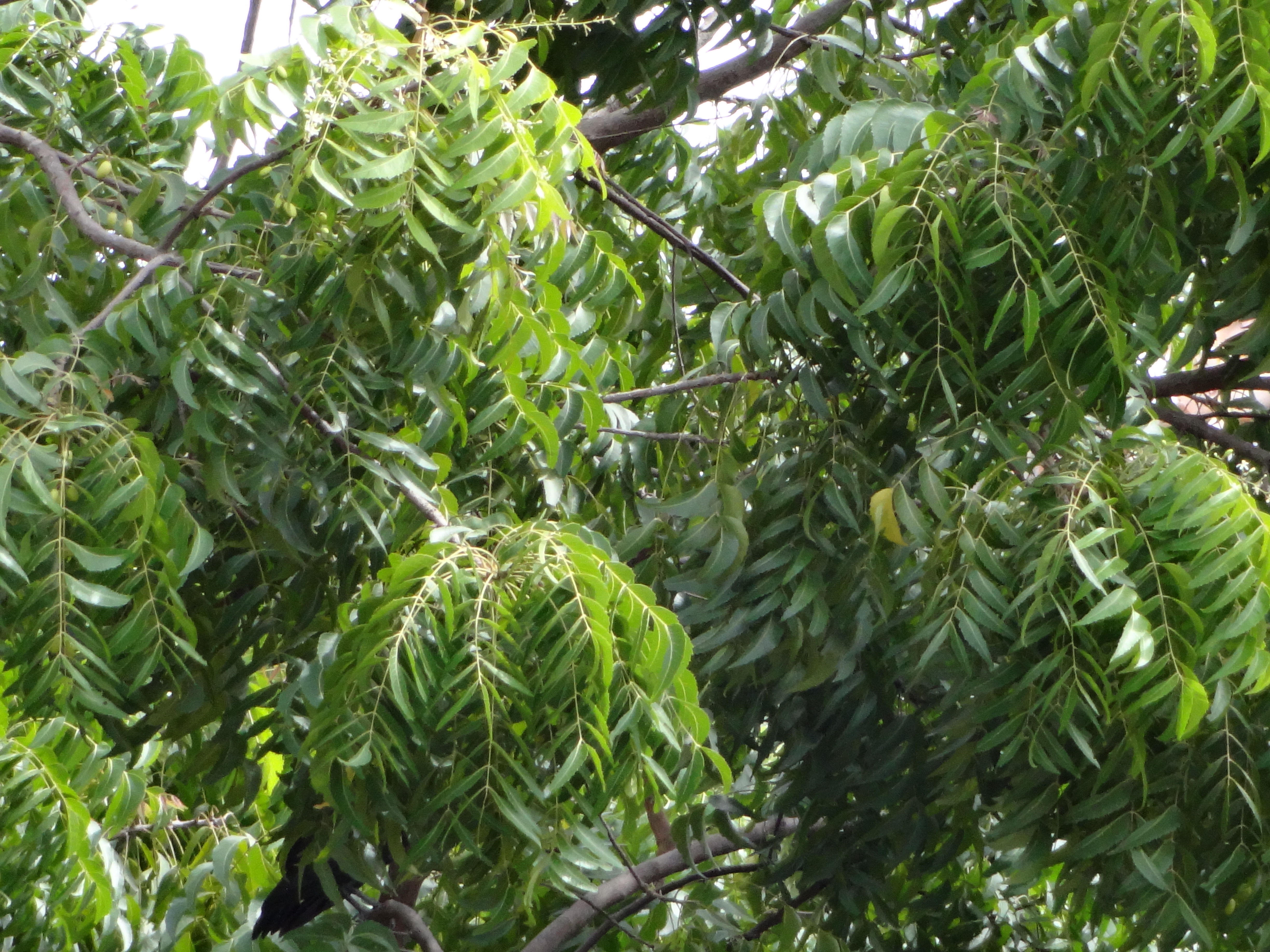
Listy

Azadirachta indická (Azadirachta indica) je tropický, středně vysoký, nenáročný, stálezelený strom přizpůsobivý různým typům stanovišť a dobře snášející periodicky suché prostředí. Je jedním ze dvou druhů rodu azadirachta, který je blízce příbuzný rodu zederach. Vědecké jméno Azadirachta indica, pochází z perštiny, ve které se jmenuje "āzād-darakht-i-hindi" a v hindštině je nazývána krátce "neem". Je užitkovou dřevinou pěstovanou již od pradávna v jižní Asii pro kvalitní dřevo i léčebné účinky.

## Rozšíření
Za původní areál této dřeviny je považováno území Myanmaru, odkud ale se brzy šířila západním směrem až po indický subkontinent. V novověku zdomácněla na pevninské jižní a jihovýchodní Asii v Indii, Pákistánu, Íránu, Bhútánu, Nepálu, Bangladéši, Číně, ve Vietnamu a na Malajském poloostrově, stejně jako v ostrovní části Indického oceánu na Srí Lance, Filipínách a v Indonésii. Dále roste v severní polovině Austrálie i na některých tropických ostrovech Pacifiku. Lidmi byla zavlečena i do Nového světa, kde je pěstována ve Střední Americe včetně ostrovů Karibiku a v tropických oblastech Jižní Ameriky. Byla vysázena i v subsaharském pásu střední Afriky a na ostrovech Indického oceánu.

## Ekologie
Roste nejčastěji v místech s tropickým podnebím ovlivňovaném monzuny, kde se střídají období dešťů s obdobím sucha. Obvykle tam bývá roční úhrn srážek od 400 do 1200 mm, v polopouštních oblastech v Pákistánu toleruje i pouhých 113 mm a období sucha trvající až 8 měsíců. Při déle trvajících přísušcích ale často shazuje část listů. Dobře se ji také daří v trvale vlhkých tropických lesích.
Roste v nadmořské výšce počínající od hladiny moře po 1500 m, v nižších polohách však prospívá lépe. Na kvalitu půdy není náročná, roste na suchých, tvrdých, plytkých a na humus chudých, které mohou být písčité, jílovité či kamenité, zasolené nebo silně alkalické. Dokáže z podkladu jímat vápník a tím neutralizuje kyselé půdy. Její rozlehlý kořenový systém má vzácnou fyziologickou schopnost extrahovat živiny i z písčité zeminy. Vyrůstá na půdách s širokým rozsahem pH, optimum je pH 6,2 až 7, dokáže růst i při pH 5. Obvykle se vyskytuje v oblastech s průměrnými ročními teplotami 24 až 32 °C, přičemž se teplota nesmí ani krátkodobě přiblížit k 0 °C. Je dlouhověkou dřevinou dožívající se až 200 let. Uvádí se její dvojí ploidie 2n = 28 nebo 2n = 30.
V nížinných tropech se může vyskytovat snad kdekoliv, nikde však nevytváří rozsáhlé jednodruhové porosty. V Indii je ve smíšeném lese s různými druhy akácie a dalbergie, v Indonésii zdomácněla v nížinných lesích s pravidelnými monzuny a v Africe zase v suchých nebo trvale vlhkých tropických listnatých i jehličnatých lesích. Doba kvetení odvisí od prostředí, ve kterém roste. Na území s výrazným suchým a následně mokrým obdobím je doba kvetení načasována tak, aby čas zralosti ovoce spadal do deštivého období, kdy semena vypadnou na zem a v příhodných podmínkách do 15 dnů vzklíčí. Dřeviny rostoucí v trvale vlhkých podmínkách kvetou v průběhu celého roku.

## Popis
Stálezelený strom dosahující průměrně do výšky 15 až 20 m s kulatou, rozložitou korunou. Kmen je bezvětvý asi do výše 7,5 m, bývá široký až 90 cm a má středně tlustou kůru s mnoha hrbolky, která je u starších stromů hluboce popraskaná a odlupuje se. Rozkladité, zjizvené větve mají listnaté výhony asi 6 mm tlusté se světlými lenticelami a jsou porostlé jednoduše zpeřenými listy 15 až 40 cm dlouhými. Licho nebo sudozpeřené, střídavě rostoucí listy s řapíky asi 5 cm dlouhými, mívají 4 až 9 párů vstřícných, krátce řapíčkatých lístků dlouhých 3 až 9 cm a širokých 1,5 až 3,5 cm. Lístky s asymetrickou bází jsou vejčitě kopinaté, vrchol mají dlouze zašpičatělý, po obvodě jsou pilovité a mají až 15 párů žilek.
Z úžlabí listů rostou i 30 cm dlouhé, vrcholičnaté laty s vrcholíčky s jedním až třemi malými květy, které jsou bílé nebo nažloutlé a sladce vonné. Pětičetné květy na krátkých stopkách jsou oboupohlavné nebo funkčně samčí. Kališní lístky jsou podlouhlé, téměř do poloviny srostlé a jen asi 2 mm dlouhé. Korunní lístky jsou volné, lopatkovité a 6 mm dlouhé. Deset tyčinek je srostlých do cylindrické trubičky, uvnitř které jsou prašníky. Svrchní semeník je vytvořen ze tří plodolistů, má tři oddíly a v každém je po dvou vajíčkách. Květy jsou opylovány včelami, plody dozrávají asi za 12 týdnů po opylení. U některých jedinců však existuje vzájemná neschopnost opylit se pylem vlastního stromu a proto někdy osamoceně rostoucí stromy neplodí vůbec nebo jen velmi málo.
Plod je kulovitá, ve zralosti žlutozelená, žlutá až nafialovělá, nahořkle chutnající peckovice velká do 2 cm. Má tenký endokarp a obsahuje jedno až dvě vejčitá semena s tenkým osemením obalená křehkým buničitým mezokarpem. Asi 4000 semen váží 1 kg.

## Rozmnožování
Hlavní způsob přirozeného rozmnožování je generativní rozmnožování semeny, i když je také možné vegetativní rozmnožování odbočkami z kořene, které vyrostou po poškození hlavního kořene. Semena nemají dormanci a jsou schopná klíčit téměř okamžitě, klíčivost ale rapidně klesá, po čtrnácti dnech je asi na 55 % a po čtyřech týdnech téměř nulová. Na větší vzdálenosti jsou semena roznášena ptáky a kaloni konzumující plody ze stromů, přezralé plody spadané pod stromy zase požírají mnozí býložravci a hlodavci, mezi které patří příklad paviáni, jelenovití, myši nebo prasata; semena průchodem trávicí soustavy neztrácejí na životnosti, naopak obvykle opouštějí jejich tělo obalená základní dávkou hnojiva.
Semenáč začíná kvést již ve věku pěti let, ekonomický přínos ovoce začíná být patrný až okolo deseti let. Středně velký strom mívá průměrně 45 kg ovoce ročně. Mladé rostlinky jen velmi špatně odolávají v konkurenci s jinými rostlinami, požadují dostatek prostoru, plné světlo a také bývají často spaseny, nejčastěji přežijí jen ze semen zapadlých mezi kameny či vyrostlé pod trnitými keři.

## Invazivita
Na některých místech druhotného výskytu vykazuje azadirachta indická částečně invazní chování a to i přesto, že její semena nemají dlouhou životnost a mladé semenáče jen chabě soupeří s jinými rostlinami. Jako druh samovolně se šířící do nežádoucích území je hodnocená na ostrovech v Karibiku, západní Africe, Indonésii i na severu Austrálie, v oblastech s trvale vlhkým klimatem bez pravidelné etapy sucha. Toto nepůvodní počínání je přičítáno průběžné produkci velikému množství semen, jejich rozptylu podporovaného ptáky i savci a permanentně vlhkému, vhodnému prostředí k vyklíčení.
Následkem invaze dochází k likvidaci původní vegetace i živočichů. Látky vyluhované z dřevin do půdy mj. negativně ovlivňují některé původní druhy volně žijícího hmyzu a následně i jejich predátory kteří je konzumují, včetně ryb a obojživelníků.

## Význam
Strom je příbuzný s rodem Swietenia (s mahagonem) a má podobné vlastnosti předurčující ho pro truhlářské výrobky. Dřevo je těžké, má průměrnou měrnou hmotnost 830 kg/m³ a je odolné proti hnilobě i poškození hmyzem, včetně termity. Má však hrubé zrno a nelze jej dobře vyleštit a proto se používá pro vnitřní konstrukci nábytků. Je vhodné na kvalitní stavební dřevo a slouží pro telegrafní sloupy, ploty i železniční pražce. Vyrábějí se z něj dřevěné obaly a přepravní skříně, protože chrání zboží před hmyzem. Stromy bývají sázeny před domy pro stín, jako větrolamy i alejové řady okolo cest a jsou pro požadované kvalitní dřevo pěstovány na plantážích, jedna často zmiňována v Saúdské Arábii čítá 50 tisících stromů. Z důvodu pokrytí poptávky po vhodném dřevu byla azadirachta indická rozšířena po Střední a Jižní Americe, kde se vyskytují výhodné podmínky pro růst.
Po poranění kůry vytéká z kmene pryskyřičný výpotek obsahující hojně proteinů a je používaný jako lepidlo. Kůra obsahuje hojně tříslovin a trvanlivé barvivo. Dřevo je tradičně používáno jako palivo v domácnostech a vyrábí se z něj výhřevné dřevěné uhlí. Listy a mladé větvičky se v období sucha používají jako krmivo domácích zvířat. Usušené listy odpuzují různý hmyz, vkládají se například do knih nebo mezi uskladněné látky. Plody se konzumují čerstvé nebo vařené, případně se z nich připravuje dezert nebo limonáda. Rozkvetlé květy jsou složkou různých salátů, z mladých výhonků se vaří v Indii polévka. Ze semen se v průmyslovém měřítku lisuje olej nevhodný ke konzumaci, ale slouží pro výrobu mýdla, kosmetiky, pro léčitelské úkony, jako palivo do lamp či vařičů i mazivo jednoduchých strojů. Jeho obvyklá produkce je okolo 50 % z váhy semen a v roce 1990 měl cenu asi 1 $ za litr.
Celá rostlina, nejvíce však semena a tudíž i olej s vůní připomínajícím česnek, obsahuje limonoidy, například gedunin, nimbolid a hlavně azadirachtin, které mají insekticidní, baktericidní, antioxidační i protinádorové účinky. V lidovém léčitelství se olej, známý pod názvem nimbový olej užívá proti vnějším mykózám, střevním parazitům i jako uklidňující sedativum. Při déletrvajícím užívání ale škodí játrům a ledvinám.
Množství účinné látky v semenech kolísá od 0,2 g/kg po 3,5 g/kg. V biologickém zemědělství se tato látka stává důležitou složkou moderních, přírodních systémových pesticidů ochraňujících úrodu před škůdci. Nezabíjí hmyz přímo, ale brání líhnutí jejich vajíček a přeměnu larev v dospělce. Účinkuje asi na 300 druhů hmyzu, hlavně brouků, nepůsobí na opylující včely. V tradiční zemědělské praxi se suchá, rozdrcená semena vyluhují ve vodě používané pro postřik, obsažené účinné látky se teplem a světlem rozloží asi za týden.

## Galerie

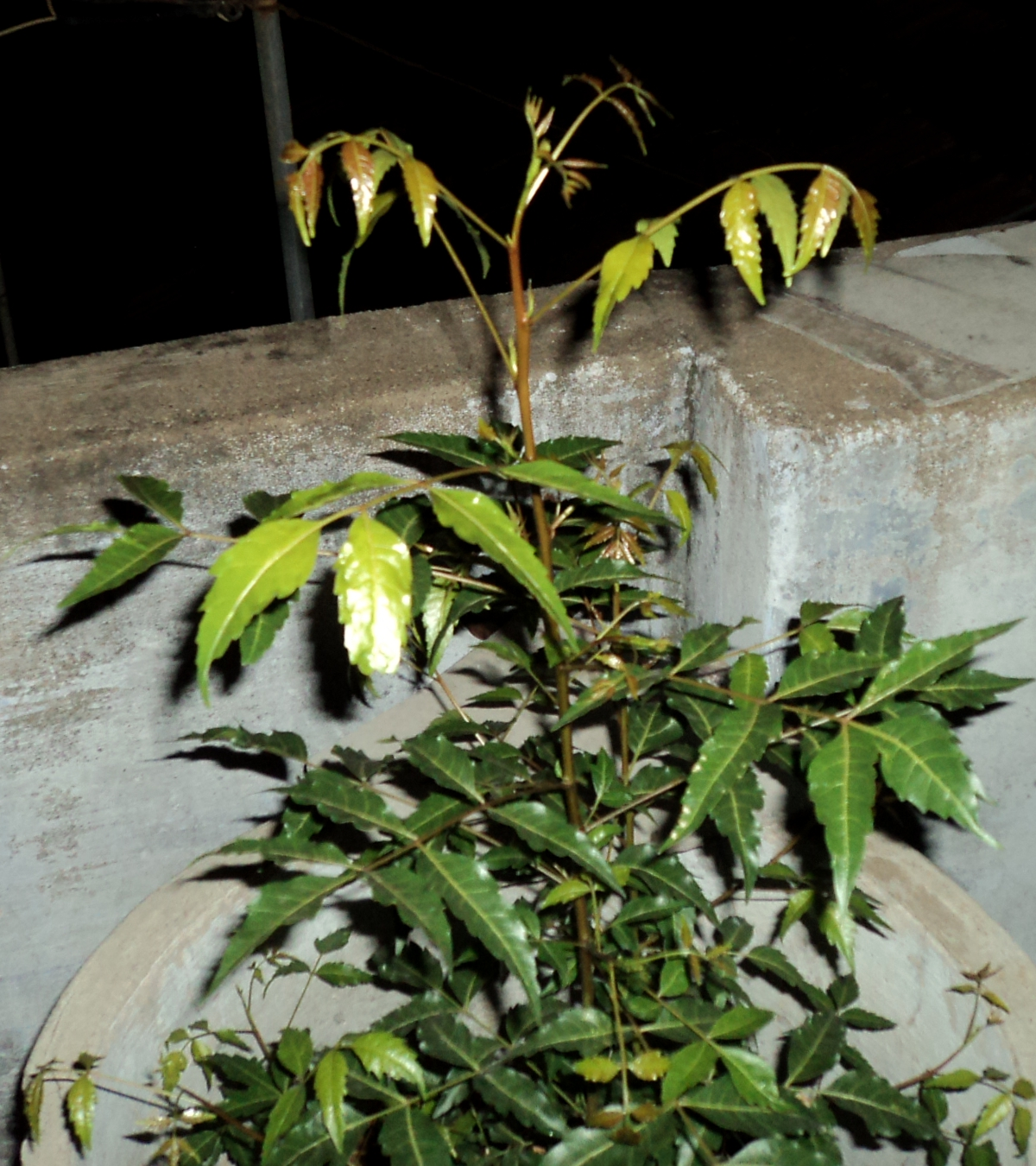
Mladá rostlina
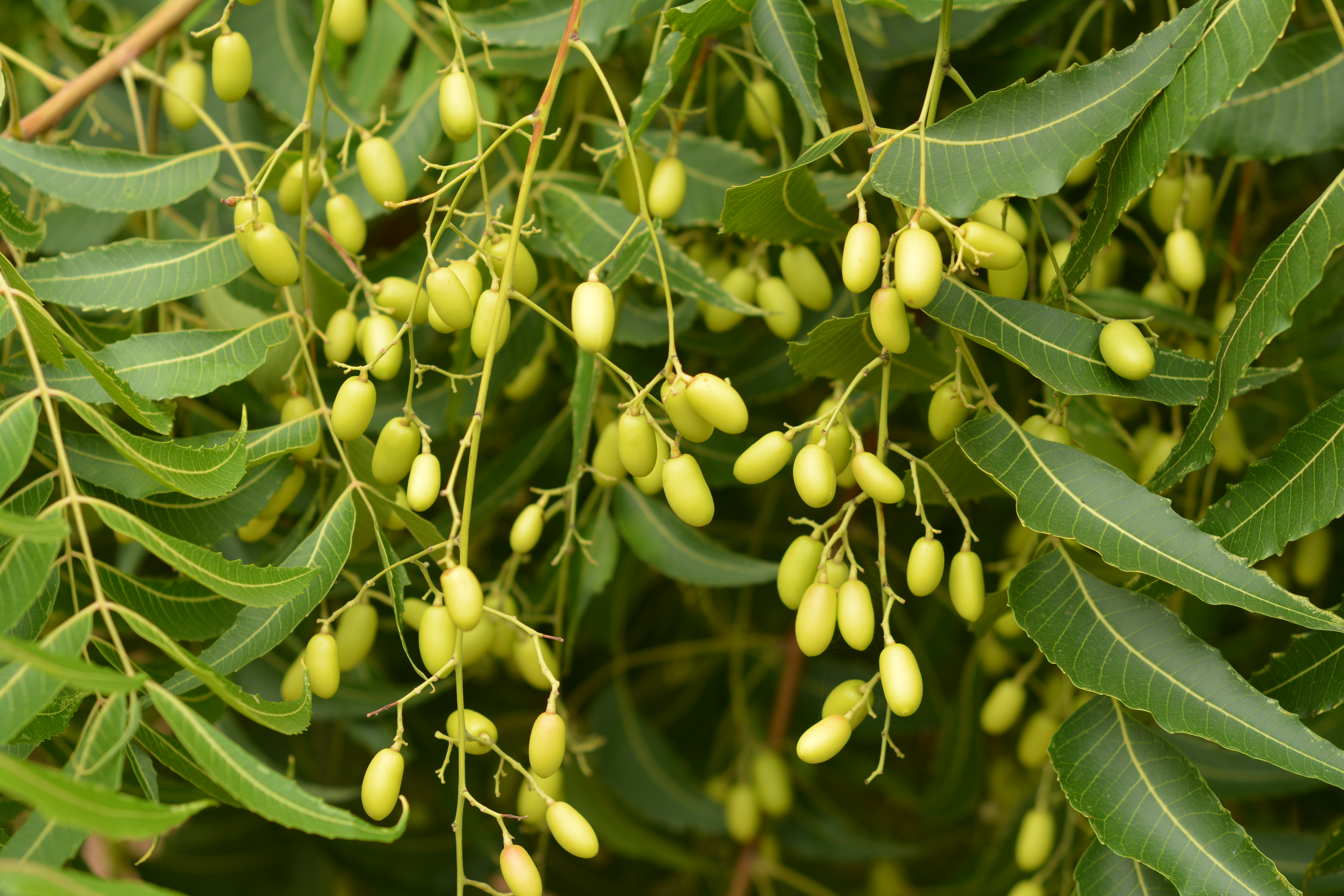
Listy a plody
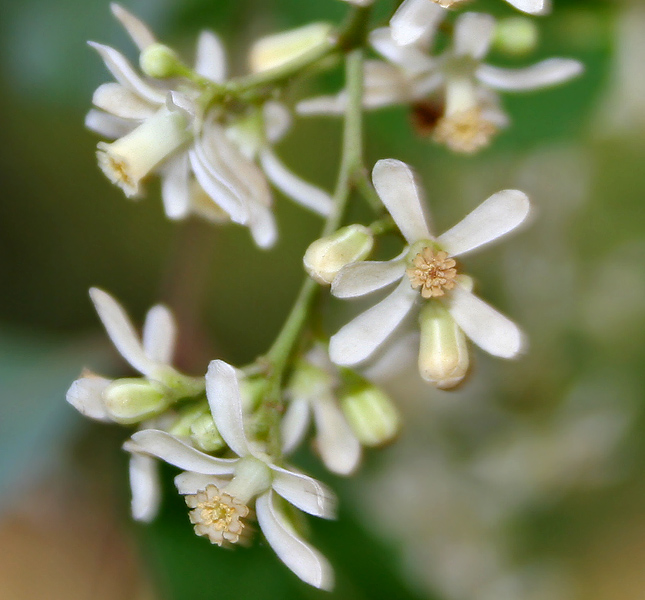
Květenství
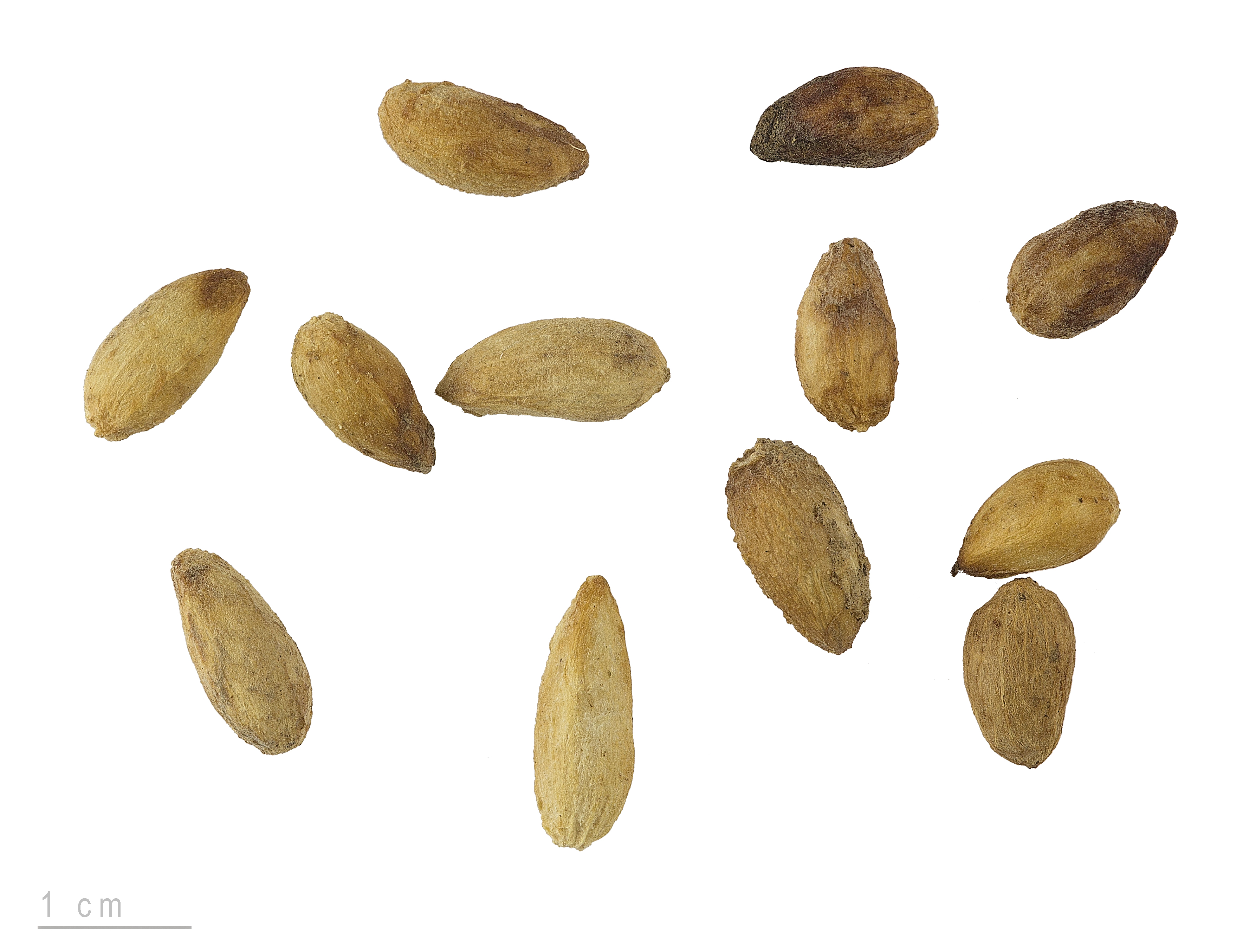
Semena